# Марсан (виноград)
Марсан — французский сорт винограда, используемый для изготовления белых вин.

## География
Относится к эколого-географической группе западноевропейских сортов винограда. Выращивают в основном во Франции, Швейцарии (где известен как ermitage blanc или ermitage), Австралии (в штате Виктория), а также в Крыму и Закавказье.

## Основные характеристики
Сила роста лозы средняя. Лист средний, пятилопастный, реже трехлопастные. Цветок обоеполый. Гроздь средняя или мелкая. Ягоды средней величины, округлые, зеленовато-желтые с золотисто-бурым оттенком. Урожайность сильно зависит от условий, но, как правило, невысока. Относится к сортам средне-позднего периода созревания.

## Применение
Сорт является основой для создания вин: десертных, столовых. На родине используется для приготовления ликерного вина Эрмитаж.

## Синонимы
Носит также следующие названия: Avilleran, Avilleron, Champagne Piacentina, Ermitage, Ermitage Blanc, Ermitazh, Grosse Roussette, Hermitage, Johannisberg, Marsan Belyi, Marsanne Blanche, Marzanne, Metternich, Rousseau, Roussette de Saint Peray, Roussette Grosse, White Hermitage и Zrmitazh.